# Теорема Эрмита — Билера
Теорема Эрмита — Билера — утверждение комплексного анализа, определяющие необходимые и достаточные условия устойчивости многочлена. Является частным случаем теоремы Чеботарёва.

## Формулировка
Многочлен {\displaystyle f} тогда и только тогда устойчив, когда корни многочленов {\displaystyle g} и {\displaystyle h} перемежаются и хотя бы для одного {\displaystyle \omega _{0}} {\displaystyle g(\omega _{0})h^{'}(\omega _{0})-g^{'}(\omega _{0})h(\omega _{0})>0}. Для многочлена {\displaystyle f} с вещественными коэффициентами это неравенство равносильно неравенству {\displaystyle a_{n-1}a_{n}>0}.

## Пояснения
Здесь многочлен {\displaystyle f=a_{0}z^{n}+a_{1}z^{n-1}+...+a_{n-1}z+a_{n}} при {\displaystyle a_{0}>0}, числа {\displaystyle a_{0},a_{1},...a_{n}} — произвольные комплексные числа. Многочлен {\displaystyle f} называется устойчивым, если вещественные части всех его корней отрицательны. Функции {\displaystyle g} и {\displaystyle h} определяются следующим образом. Подставив в многочлен {\displaystyle f} вместо {\displaystyle z} чисто мнимое число {\displaystyle i\omega } получаем комплексное число {\displaystyle f(i\omega )=g(\omega )+ih(\omega )}. Корни многочленов {\displaystyle g} и {\displaystyle h} с вещественными коэффициентами перемежаются, если оба многочлена имеют только вещественные и простые корни и между любыми двумя соседними корнями одного многочлена содержится один и только один корень другого многочлена.